# William Goebel
William Justus Goebel (4 janvier 1856 – 3 février 1900) est un homme politique américain et le 34e gouverneur du Kentucky pendant quatre jours. Il prête serment sur son lit de mort, un jours après avoir été victime d'un assassinat par balle. Goebel reste le seul gouverneur américain assassiné en fonction.
Habile politicien, Goebel était capable de négocier des accords avec ses collègues législateurs et également capable de les casser, si un meilleur accord possible se présentait. Sa tendance à utiliser l'appareil politique de l'État pour son propre agenda lui valut les surnoms de « Boss Bill », « le roi du Kenton », le « Tsar du Kenton », « Roi William I » et « William (Guillaume) le conquérant ».

## Source
- (en) Cet article est partiellement ou en totalité issu de l’article de Wikipédia en anglais intitulé « William Goebel » (voir la liste des auteurs).